# Lebanon (Oklahoma)
Lebanon – jednostka osadnicza w Stanach Zjednoczonych, w stanie Oklahoma, w hrabstwie Marshall.